# Балтро Іван
Балтро Іван (1891, с. Підберізці, тепер Львівська область – 30 квітня 1920) – військовик, сотник артилерії УГА.

## Життєпис
Народився в с. Підберізці (нині Львівського району Львівської області). 
Юнаком мав москвофільські погляди, однак від першого дня встановлення влади ЗУНР аж до ліквідації УГА воював у її лавах і як командир 6-ї батареї 1-го гарматного полку.
Загинув від шабель більшовицької кінноти в с. Кошляки біля ст. Кожанка, що неподалік від Козятина.